# Minami-ku (Okayama)
Minami (南区 Minami-ku?) es un barrio de la ciudad de Okayama, en la prefectura de Okayama, Japón. En junio de 2019 tenía una población estimada de 167.368 habitantes y una densidad de población de 1.313 personas por km². Su área total es de 127,48 km².

## Demografía
Según los datos del censo japonés, esta es la población de Minami en los últimos años.
| Año del censo | Población |
| ------------- | --------- |
| 2005          | 165.267   |
| 2010          | 167.714   |
| 2015          | 168.181   |